# Shane McRae
Shane McRae (Gainesville (Florida), 23 juli 1977) is een Amerikaans acteur.

## Biografie
McRae werd geboren in Gainesville (Florida) als oudste in een gezin van drie kinderen. In 1987 verhuisde hij met zijn familie naar Starkville (Mississippi), hier doorliep hij de high school aan de Starkville High School. In 1992 deed hij auditie voor een rol in een musical, hij werd uitgekozen maar raakte in conflict met zijn andere hobby voetbal. Hij besloot toen om voor voetbal te kiezen, later kwam hij hierop terug en nam extra lessen in drama. Na zijn high school studeerde hij in 2003 af met een master of fine arts aan de New York-universiteit in New York.
MrRae begon in 1998 met acteren in de televisieserie Promised Land, waarna hij nog meerdere rollen speelde in televisieseries en films. Naast het acteren voor televisie is hij ook actief in het theater. Hij heeft ook eenmaal opgetreden op Broadway, van 2003 tot en met 2004 speelde hij als understudy voor de rol van Jason Chenier in het toneelstuk Take Me Out.

## Filmografie

### Films
Uitgezonderd korte films.
- 2022 Midday Black Midnight Blue - als Cody
- 2021 Encounter - als Lance Dunn
- 2021 Lansky - als Charlie 'Lucky' Luciano
- 2020 Modern Persuasion - als Owen Jasper
- 2016 Better Off Single - als Vince
- 2014 Still Alice - als Charlie Howland-Jones
- 2013 Rewind - als Shaun Knox
- 2013 One Small Hitch - als Josh Shiffman
- 2011 Lefty Loosey Righty Tighty - als Lloyd
- 2011 Untitled Jeff and Jackie Filgo Project - als Gabe
- 2011 The Help - als Raleigh Leefolt
- 2011 The Adjustment Bureau - als Adrian Troussant
- 2009 Bottleworld - als Wilson
- 2008 The Collective - als Conor
- 2008 Killer Pad - als Brody
- 2007 The Mastersons of Manhattan - als Bobby
- 2001 All Over Again - als Nelson

### Televisieseries
Uitgezonderd eenmalige gastrollen.
- 2023 Silo - als Knox - 4 afl.
- 2022-2023 Alaska Daily - als Aaron Pritchard - 9 afl.
- 2020 Paradise Lost - als Dickie Barrett - 10 afl.
- 2015-2019 Sneaky Pete - als Taylor - 30 afl.
- 2015-2016 Nashville - als Patrick - 2 afl.
- 2014 The Following - als Robert - 8 afl.
- 2013 Chicago Fire - als Eric Whaley - 3 afl.
- 2006-2008 Robot Chicken - als stem - 2 afl.
- 2006 Four Kings - als Bobby - 13 afl.
- 2004 One Life to Live - als Paul Cramer - 3 afl.

- Library of Congress Control Number: no2018002080
- Virtual International Authority File: 1461151595762805470004
- WorldCat: E39PBJxGYXrtGcYYpFJRxTMMfq